# Anastrophella subpeltata
Anastrophella subpeltata är en svampart som först beskrevs av Redhead, och fick sitt nu gällande namn av E. Horak & Desjardin 1994. Anastrophella subpeltata ingår i släktet Anastrophella och familjen Marasmiaceae.   Inga underarter finns listade i Catalogue of Life.